# Prokoenenia californica
Prokoenenia californica is een spinnensoort in de taxonomische indeling van de Palpigradi.
Het dier komt uit het geslacht Prokoenenia. Prokoenenia californica werd in 1913 beschreven door Silvestri.